# پیتر لوریمر
 پیتر لوریمر (انگلیسی: Peter Lorimer؛ زادهٔ ۱۴ دسامبر ۱۹۴۶ – درگذشتهٔ ۲۰ مارس ۲۰۲۱) یک بازیکن فوتبال اهل اسکاتلند بود.